# Annika
Annika è una miniserie televisiva scritta, diretta e prodotta dal regista britannico Colin Nutley, attivo in Svezia, qui al suo esordio in terra scandinava. Tema l'esperienza sentimentale di due giovani, lei svedese, lui inglese, che seppur innamorati si scoprono terribilmente diversi, nonostante l'atteggiamento apparentemente aperto di lei e della sua famiglia.
Lo sceneggiato fu trasmesso in Italia su Rai Uno a partire dal 4 novembre 1990, nella programmazione domenicale di terza serata.

## Trama
Annika, graziosa quindicenne della provincia svedese, trascorre con i suoi amici, una spensieratissima vacanza studio nell'Isola di Wight, fraternizzando con la gioventù inglese, ad eccezione dell'imberbe e maldestro Per, bersaglio del bullismo dei coetanei, sia lì che in patria. Banchista presso un pub, il diciottenne Pete le propone di uscire insieme, per formare presto e con naturalezza una coppia di fidanzatini. Terminate le vacanze, i due si scrivono assiduamente e ben presto il giovane, memore dei bei giorni insieme, propone di venire a farle visita. Pete è accolto benevolmente dalla famiglia di Annika, disponendo addirittura che i due possano dormire sotto lo stesso letto.
Pete progetta una vita in comune ma presto si scontra con la difficilissima integrazione, in un mondo che scopre assai diverso nonché chiuso. Il giovane ha bisogno di un lavoro ma gli occorre imparare la lingua, assai arduo per chi ha abbandonato presto gli studi. Quello svedese è un sistema sociale ben congegnato per tutelare la propria gente ma non lo straniero.
Presto gli ospiti cominciano a stancarsi, di doverlo praticamente accudire, compresa la ragazza. Ella infatti accusa una forte cefalea pur di star sola per un giorno, mentre egli si reca con gli altri ragazzi ad una manifestazione motociclistica. La vicenda volge in tragedia con l'incidente mortale del balordo Per, alla guida della motocicletta di Pete, rubata per gioco. Nella disperazione ed il lutto, Annika si sfoga rivelandogli il proprio disagio, spiegandogli quanto non fosse incline ad una così assidua vita di coppia, abituata a vedere i suoi precedenti fidanzati nel fine settimana.
Privo oramai di una prospettiva, Pete riparte per l'Inghilterra lasciandole una lettera d'addio, che ella legge tra le lacrime.